# Coprophilus striatulus
Coprophilus striatulus är en skalbaggsart som först beskrevs av Fabricius 1793.  Coprophilus striatulus ingår i släktet Coprophilus och familjen kortvingar. Arten är reproducerande i Sverige. Inga underarter finns listade i Catalogue of Life.